# 17e cérémonie des Art Directors Guild Awards
La 17e cérémonie des Art Directors Guild Awards (ADG Awards), organisée par l'Art Directors Guild, s'est déroulée le 2 février 2013 et a récompensé les meilleurs chefs décorateurs de l'année 2012.

## Palmarès

### Films

#### Film d'époque
- Anna Karénine – Sarah Greenwood
  - Argo – Sharon Seymour
  - Django Unchained – J. Michael Riva
  - Les Misérables – Eve Stewart
  - Lincoln – Rick Carter

#### Meilleurs décors dans un film fantastique
- Prometheus – Julian Caldow, Alex Cameron, Anthony Caron-Delion, Marc Homes, Paul Inglis, John King, Sonja Klaus, Arthur Max, Steven Messing, Ben Munro, Adam O'Neill, David Packard, Ben Procter, David Vyle Levy, Jim Stanes et Helen Xenopoulos

#### Film de fantasy, fantastique ou science-fiction
- L'Odyssée de Pi (Life Of Pi) – David Gropman
  - Cloud Atlas – Uli Hanisch
  - The Dark Knight Rises – Nathan Crowley et Kevin Kavanaugh
  - Le Hobbit : Un voyage inattendu – Dan Hennah

#### Film contemporain
- Skyfall – Dennis Gassner
  - Flight – Nelson Coates
  - Indian Palace (The Best Exotic Marigold Hotel) – Alan MacDonald
  - The Impossible (Lo imposible) – Eugenio Caballero
  - Zero Dark Thirty – Jeremy Hindle

### Télévision

#### One-Hour Single Camera Television Series
- Le Trône de fer (Game of Thrones) – Gemma Jackson (Épisode: The Ghost of Harrenhal)
  - Boardwalk Empire – Bill Groom (Épisode: Resolution)
  - Downton Abbey – Donal Woods (Épisode: Christmas Special)
  - Homeland – John D. Kretschmer (Épisode: The Choice)
  - The Newsroom – Richard Hoover (Épisode: We Just Decided To)

#### Meilleur téléfilm ou mini-série
- American Horror Story: Asylum – Mark Worthington (Épisode: I Am Anne Frank, Part 2)
  - Game Change – Michael Corenblith (en)
  - Hatfields and McCoys – Derek R. Hill (Épisode 1.1-Night One, 1.2-Night Two, 1.3-Night Three)
  - Hemingway & Gellhorn – Geoffrey Kirkland
  - Mockingbird Lane – Michael Wylie

#### Episode of a Half Hour Single-Camera Television Series
- Girls – Judy Becker (en) (Épisode: Pilot)
  - Community – Denise Pizzini (Épisode: Pillows and Blankets)
  - Modern Family – Richard Berg (Épisode: Mistery Date)
  - Parks and Recreation – Ian Phillips (Épisode: Soda Tax)
  - The New Normal – Tony Fanning (Épisode: Sofa’s Choice)

#### Episode of a Multi-Camera Variety or Unscripted Series
- Saturday Night Live – Keith Ian Raywood, Eugene Lee, Akira Yoshimura et N. Joseph Detullio (Épisode: Mick Jagger)
  - 2 Broke Girls – Glenda Rovello (Épisode: And The Silent Partner)
  - Democratic National Convention – Bruce Rodgers
  - How I Met Your Mother – Stephan Olson (Épisode: The Magicians Code Part1)
  - The Voice – Anton Goss et James Pearse Connelly

#### Awards, Music, or Game Shows
- 84e cérémonie des Oscars (84th Annual Academy Awards) – John Myhre
  - Grammy Nominations Concert Live – Matthew Russell
  - Superbowl XLVI Halftime Show "Starring Madonna" – Bruce Rodgers
  - 64e cérémonie des Primetime Emmy Awards (64th Primetime Emmy Awards) – Steve Bass
  - The American Music Awards, 40th Annual – Joe Stewart

#### Commercial and Music Video
- X-BOX - Halo 4 Commissioning – Christopher Glass
  - BUDWEISER - The Return of King – Jason Hamilton
  - MACY’S - Dream – Carlos A. Menendez
  - NIKE - Fast is Faster – Tino Schaedler
  - NIKE+ - Game On World – James Chinlund (en)

### Spéciales

#### Outstanding Contribution to Cinematic Imagery
- La série des films James Bond

#### Lifetime Achievement Award
- Robert F. Boyle[2]

#### Hall of Fame Inductees
- Preston Ames[3] (1906–1983)
- Richard MacDonald (1919–1993)
- Edward S.Stephenson (1917–2011)